# Campionati europei di ciclismo su strada 2022 - Cronometro femminile Under-23
La cronometro femminile Under-23 dei Campionati europei di ciclismo su strada 2022, ventiseiesima edizione della prova, si disputò il 7 luglio 2022 su un percorso di 22,00 km con partenza ed arrivo da Anadia, in Portogallo. La medaglia d'oro fu appannaggio dell'olandese Shirin van Anrooij, la quale completò il percorso con il tempo di 31'34", alla media di 41,82 km/h; l'argento andò all'italiana Vittoria Guazzini e il bronzo alla francese Marie Le Net.
Partenti 29 cicliste, delle quali 28 completarono la gara.

## Ordine d'arrivo (Top 10)
| Pos. | Corridore           | Squadra     | Tempo   |
| ---- | ------------------- | ----------- | ------- |
| 1    | Shirin van Anrooij  | Paesi Bassi | 31'34"  |
| 2    | Vittoria Guazzini   | Italia      | a 11"   |
| 3    | Marie Le Net        | Francia     | a 12"   |
| 4    | Shari Bossuyt       | Belgio      | a 1'03" |
| 5    | Ricarda Bauernfeind | Germania    | a 1'13" |
| 6    | Tetiana Yashchenko  | Ucraina     | a 1'27" |
| 7    | Noemi Rüegg         | Svizzera    | a 1'37" |
| 8    | Francesca Barale    | Italia      | a 2'03" |
| 9    | Linda Riedmann      | Germania    | a 2'12" |
| 10   | Maike van der Duin  | Paesi Bassi | a 2'16" |